# Berkatal
Berkatal est une municipalité allemande située dans le land de la Hesse et l'arrondissement de Werra-Meissner.

## Source
- (de) Cet article est partiellement ou en totalité issu de l’article de Wikipédia en allemand intitulé « Berkatal » (voir la liste des auteurs).